# Szent Bálint
Szent Bálint, azaz Római Szent Bálint (latinul: Valentinius, 3. század - Róma, 270 körül) áldozópap, a római keresztényüldözés mártírja. A katolikus egyházban a szerelmesek, a lelkibetegek és az epilepsziával élők védőszentje. Ünnepnapja a római katolikus liturgikus naptárban február 14-e. Ez a nap a Bálintok, illetve Valentinok névnapja, és a nyugati kultúrában Szent Bálint patrocíniuma nyomán a „szerelmesek napja” is. A Valentin-nap vallási eredete azonban mára már sokak számára elhomályosult.

## Élete
Bálint életének korai szakaszáról szinte semmit sem tudunk, csak vértanúságáról írnak a források. II. Claudius Gothicus római császár (uralkodott: 268–270) alatt fogták el hitéért. Maga a császár próbálta meg őt pogány hitre téríteni, de a pap babonaságnak nevezte a pogányságot. A császár erre egy Aster nevű főtisztjének átadta Bálintot kivégezni. Bálint Aster házában beszélt a keresztény hitről és meggyógyította a főtiszt vak leányát. Mivel Bálint hatására Aster és házanépe megkeresztelkedett, a császár őket is kivégeztette. Bálintot a Flamininius kapunál fejezték le.Feltehetőleg a Via Flaminia mentén temették el, sírja fölé később I. Gyula pápa templomot építtetett. – Szent  Bálint pap legendájáról az Érdy-kódexben is olvashatunk: egy pogány fejedelem azt mondta neki, hogy hinni fog, ha a vak leányát meggyógyítja. „Erre Bálint püspök imádságot tevén, megvilágosojtá ő vak leányát.”
Életéről így számol be a Legenda aurea (az évszám téved, Claudius 253 körül nem uralkodott még):

„Szent Bálint (február 14.)
Bálint (Valentinus) annyit tesz, mint valorem tenens, ‚erőt bíró’, azaz a szentségben állhatatos; vagy valens tyro ‚erős újonc’, azaz Krisztus katonája. Az a katona erős, aki sohasem bukott el, vitézül harcol, bátran védekezik, és nagy győzelmet arat. Így Bálint sem hátrált meg a vértanúságtól menekülve, lesújtott a bálványimádásra azt megsemmisítve, megvédte a hitet azt megerősítve, és győzött szenvedve. Bálint tiszteletre méltó pap volt, akit Claudius császár magához hívatott és megkérdezte őt, így szólván: „Mi lelt, Bálint? Miért nem élvezed barátságunkat azzal, hogy a mi isteneinket imádod és hiú babonádat elveted?” Mire Bálint: „Ha Isten kegyelmét ismernéd, ezt semmiképpen nem mondanád, hanem lelkedet elfordítanád a bálványoktól és Istent imádnád, ki a mennyekben van.” Akkor valaki, aki Claudius mellett állt, így szólt: „Mit akarsz mondani, Bálint, a mi isteneink szentségéről?” Mire Bálint: „Róluk semmit sem mondok, hacsak azt nem, hogy szánalmas és minden tisztátalansággal teli emberek voltak.” Erre Claudius: „Ha Krisztus az igazi Isten, miért nem mondod meg nekem az igazat?” Mire Bálint: „Bizony, Krisztus az egyetlen Isten, s ha hiszel benne, lelked üdvösséget nyer, az állam gyarapszik, minden ellenséged fölött győzedelmeskedsz.” Claudius pedig így szólt a mellette állókhoz: „Római férfiak, hallgassátok, milyen bölcsen és helyesen beszél ez az ember!” Akkor így szólt a prefektus: „Félrevezeti a császárt! Hogyan is hagyhatnánk el azt, amit gyermekkorunktól vallunk?” És akkor Claudius szíve megváltozott, Bálintot egy másik parancsnok őrizetére bízták, és miután annak házába vezették, így szólt: „Uram, Jézus Krisztus, igaz világosság, világosítsd meg ezt a házat, hogy felismerjék; te vagy az igaz Isten!” Mire a prefektus: „Csodálom, hogy azt mondod: Krisztus a világosság. Viszont ha az én lányomat, aki régóta vak, megvilágosítja, megteszem, amit csak kívánsz.” Akkor Bálint imádkozva visszaadta a vak leány szeme világát, és abban a házban mindenkit megtérített. Azután a császár az Úr 253. esztendeje körül lenyakaztatta.”

– , 70%

## Tisztelete
A 3. századból, II. Claudius korából több Valentinus nevű keresztény mártír is ismert, közülük kettő tisztelete terjedt el Európában: Római Szent Bálint áldozópap és Terni Szent Bálint püspök. Tiszteletük az évszázadok folyamán egybefonódott, alakjukat gyakran összemosták, sőt egyes történészek szerint a két Bálint ugyanaz a személy lehetett.

Amint Bálint Sándor néprajzkutató kimutatta, a Szent Bálintok tisztelete később Itálián kívül – így a Magyar Királyságban – is elterjedt. Elsősorban a Német-római Birodalomban és az Osztrák Hercegségben örvendett nagy tiszteletnek. Magyarországon napjához sok-sok, vidékenként eltérő népszokás kapcsolódott a régi világban. A Valentinus név, amely az "erősnek lenni" jelentésű latin valens szóra utal, nagyon népszerű volt a késő antik korban. A Valentinus név nem szerepelt a 354-ben készült két mártírlistán. Annyi azonban biztos, hogy 496-ban I. Geláz pápa elrendelte ünnepét, azok között „…akiknek nevét méltán tisztelik, de akinek cselekedeteit csak az Isten ismeri.”